# Beddomeia ronaldi
Beddomeia ronaldi é uma espécie de gastrópode  da família Hydrobiidae.
É endémica da Austrália.